# Fès-Meknès
Fès-Meknès (in arabo: فاس مكناس, in berbero: ⴼⴻⵙ-ⵎⴻⴽⵏⴰⵙ) è una delle 12 Regioni del Marocco in vigore dal 2015.